# Anemone drummondii
Anemone drummondii е вид анемоне, диво цвете известно с общото име Drummond's anemone.

## Разпространение и метообитание
По произход е от Западна Северна Америка – от Калифорния до Аляска. Това растение вирее в планинска среда като Каскади и Сиера Невада, простиращо се от иглолистните гори до алпийските възвишения.

## Описание
Anemone drummondii е полегнало многогодишно растение с къси изправени стъбла и малки, меки, набръчкани листа. Всяко растение произвежда няколко ефектни цветя, всяко с пет до осем подобни на венчелистчета чашелистчета, които не са венчелистчета. Чашелистчетата обикновено са бели, често с отчетлив син оттенък. Центърът за цветовете е изпълнен с много тичинки с жълти тичинки. Плодовете са вълнени семесетки.